# Blood, Sweat and No Tears
Blood, Sweat and No Tears ist das Debütalbum der US-amerikanischen Hardcore-Band Sick of It All. Es wurde im Juli 1989 bei Relativity Records veröffentlicht.

## Entstehung und Stil
Nach der Veröffentlichung des im Studio Normandy Sound in Warren, Rhode Island eingespielten Albums bei Relativity stellte sich heraus, dass das Label – ebenso wie beim Nachfolger – nicht bereit war, das Album zu promoten. Durch kontinuierliches Touren schaffte es die Band jedoch zu erster Bekanntheit. Das Album inspirierte viele nachfolgende Hardcore-Bands.
Songs wie Clobberin' Time, G.I. Joe Headstomp und Injustice System! wurden 2011 auf Nonstop anlässlich des 25-jährigen Bandjubiläums neu eingespielt.

## Rezeption
Mike DaRonco vergab bei Allmusic 4,5 von fünf Sternen und die Auszeichnung „AMG Album Pick“. Er schrieb, dies sei das Album, das den Klang des modernen New-York-Hardcore verkörpere. 19 Stücke aggressiven „Start-Stop-Hardcores“ gäben keine Chance zum Luftholen. Lauri Wessel vom Ox-Fanzine beschrieb die „groovigen Moshparts“ als „typisch für den New Yorker Sound“.

## Titelliste
1. The Blood & The Sweat – 1:50
2. Clobberin' Time/Pay the Price featuring KRS-One – 1:37
3. Give Respect – 1:08
4. Breeders of Hate – 1:12
5. Pushed Too Far – 1:56
6. Friends Like You – 1:07
7. B.S. Justice – 1:30
8. Rat Pack – 0:44
9. Pete's Sake – 0:56
10. Stick Together – 0:51
11. G.I. Joe Headstomp – 1:19
12. Alone – 1:58
13. My Life – 1:42
14. World Full of Hate – 2:05
15. My Revenge – 1:12
16. No Labels – 1:59
17. Disillusion – 2:05
18. The Deal – 1:08
19. Injustice System! – 2:07

- Titel 2, 3, 5, 6, 7, 16 und 18 sind Remakes der Stücke der ersten EP Sick of It All (1987).